# Elsa Osorio
Pour les articles homonymes, voir Osório (homonymie).
Elsa Osorio née à Buenos Aires en 1952 est une auteure argentine et une militante pour la défense des droits humains. Elle partage sa vie entre Buenos Aires et Madrid.

## Biographie
Elle est l'auteure de plusieurs scénarios pour le cinéma et la télévision,  Ritos Privados (1982, Prix National), Reina Mugre (1989), Como tenerlo todo (1993), Las Malas lenguas (1994) et Cielo de Tango (2006).
Elsa Osorio fait partie d'une association de défense des droits de l’homme, à Madrid, dans les années 1990, lorsque le juge espagnol Baltasar Garzón entreprend de faire inculper les responsables argentins de la disparation de citoyens espagnols pendant la dictature.
Elle publie deux ouvrages Luz ou le temps sauvage en 2000 et Sept nuits d’insomnie en 2010, qui explorent   la dictature argentine de 1976 à 1983. Dans Luz ou le temps sauvage, elle traite de la question des enfants volés à des militantes arrêtées pendant la dictature  et confiés à des familles argentines.
En 1986, Elsa Osorio enquête sur une militante argentine Micaela Feldman qui se retrouve à Paris dans les années 1930 et s'engage dans la guerre civile espagnole. Elle retrace sa vie dans La Capitana.
En 2018, elle publie Double fond, roman dans lequel elle retrace les activités du Centre pilote de Paris, mis en place en 1977 par la junte militaire à Paris. Cette cellule devait pallier la mauvaise image du régime dictatorial en Europe et surveiller les dissidents politiques exilés en France. Elle est dirigée par  l’amiral Emilio Massera. Pour documenter son récit, elle vient à Paris en 2011, pour rencontrer les exilés argentins .
Elle a été traduite dans une quinzaine de langues et a vendu plus de 500 000 exemplaires de ses livres en Europe.

## Œuvres traduites en français
- Luz ou le temps sauvage (traduction de François Gaudry), 2002, éditions Métailié, Paris, Prix Amnesty International
- Tango (traduction de Jean-Marie Saint-Lu), 2007, éditions Métailié, Paris
- Sept nuits d'insomnie (traduction de François Gaudry), 2010, éditions Métailié, Paris
- La Capitana (traduction de François Gaudry), 2012, éditions Métailié, Paris
- Double fond  (traduction de François Gaudry), 2018, éditions Métailié, Paris